# James Norris Memorial Trophy

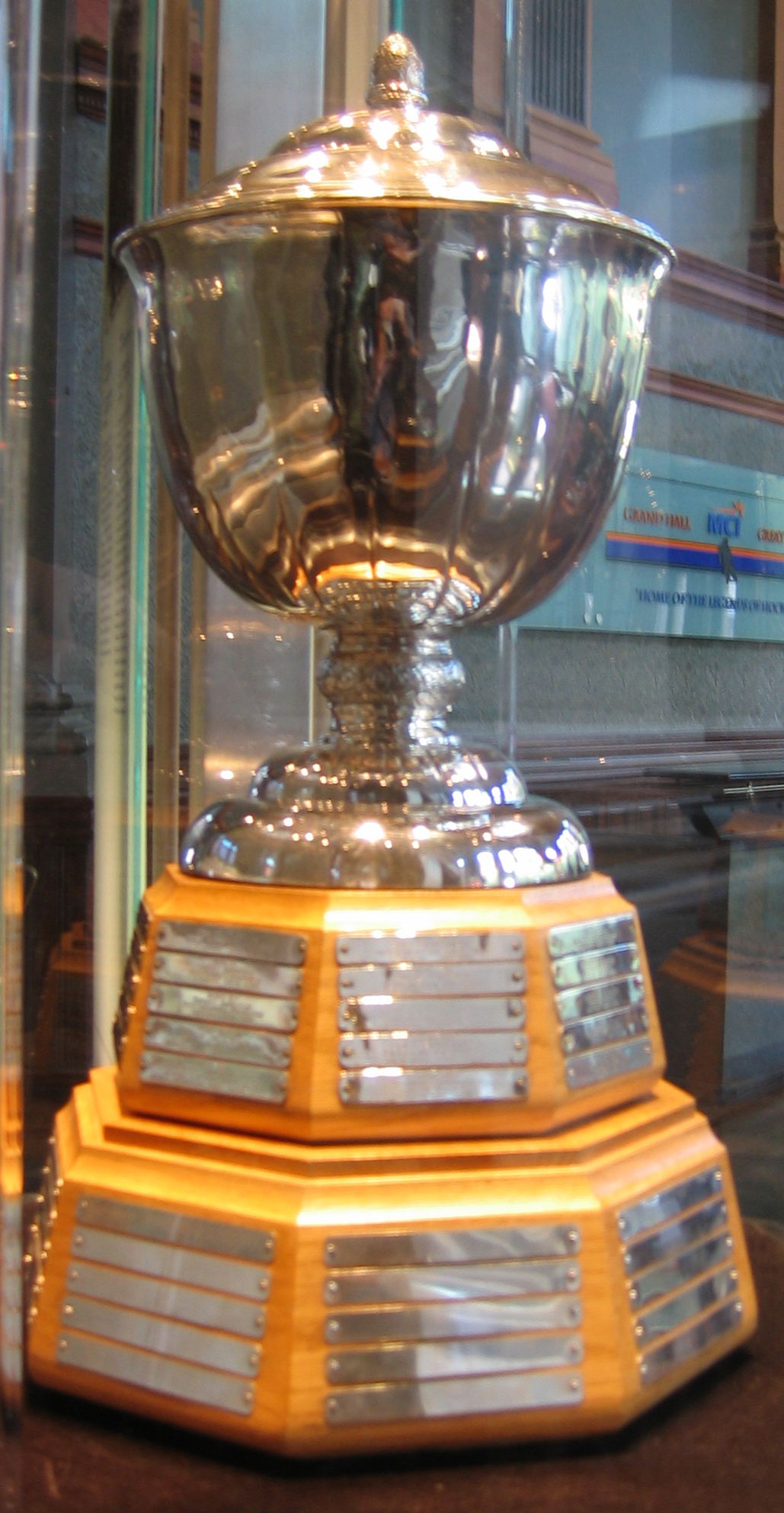
James Norris Memorial Trophy.

James Norris Memorial Trophy är ett årligt pris som tilldelas den bäste försvarsspelaren under säsongen i National Hockey League. 
Vinnaren utses av ishockeyjournalisterna i Professional Hockey Writers' Association.
Trofén, som introducerades 1954, är uppkallad efter James Norris, ägare av Detroit Red Wings 1932–1952.

## Vinnare

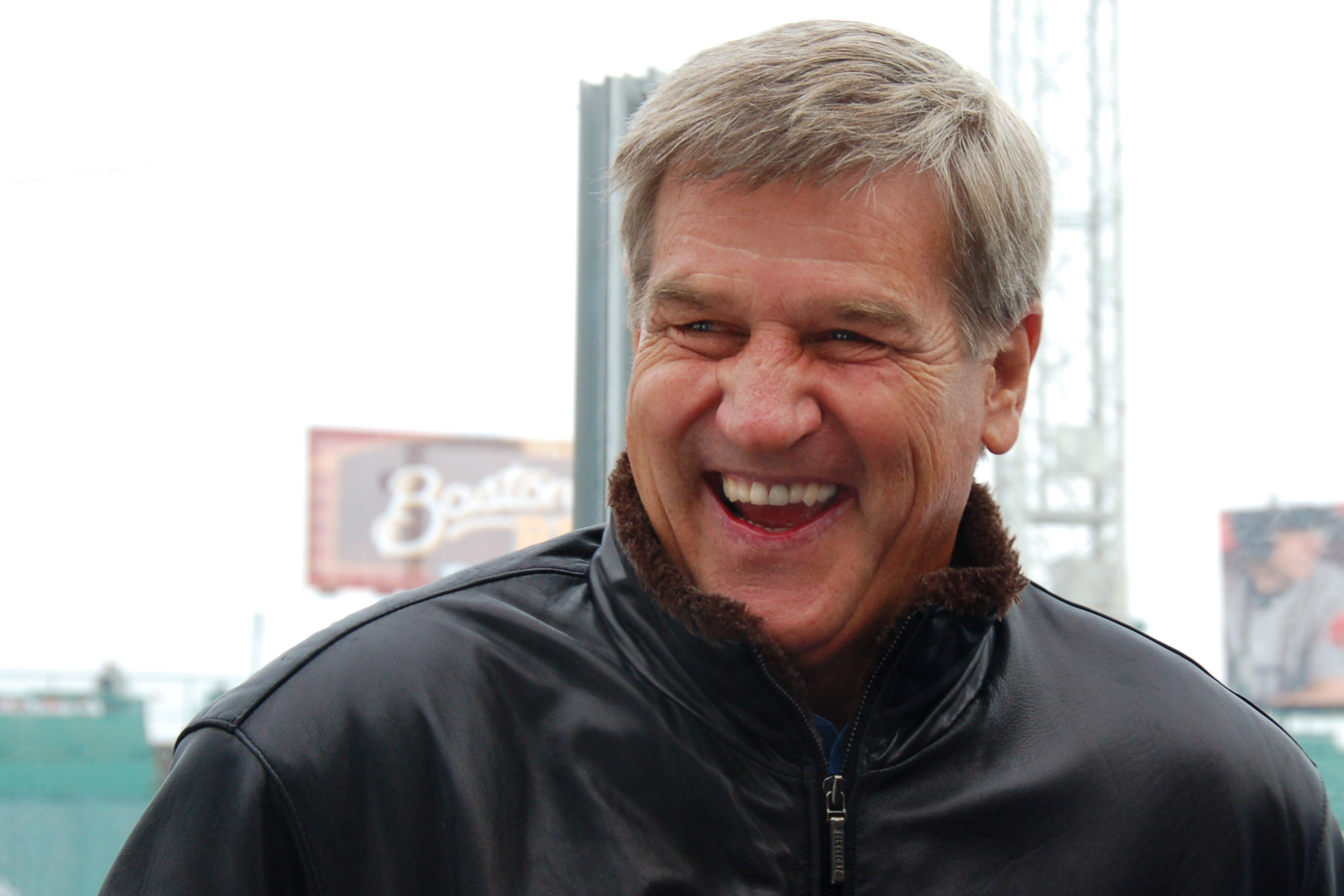
Bobby Orr vann James Norris Memorial Trophy åtta gånger.

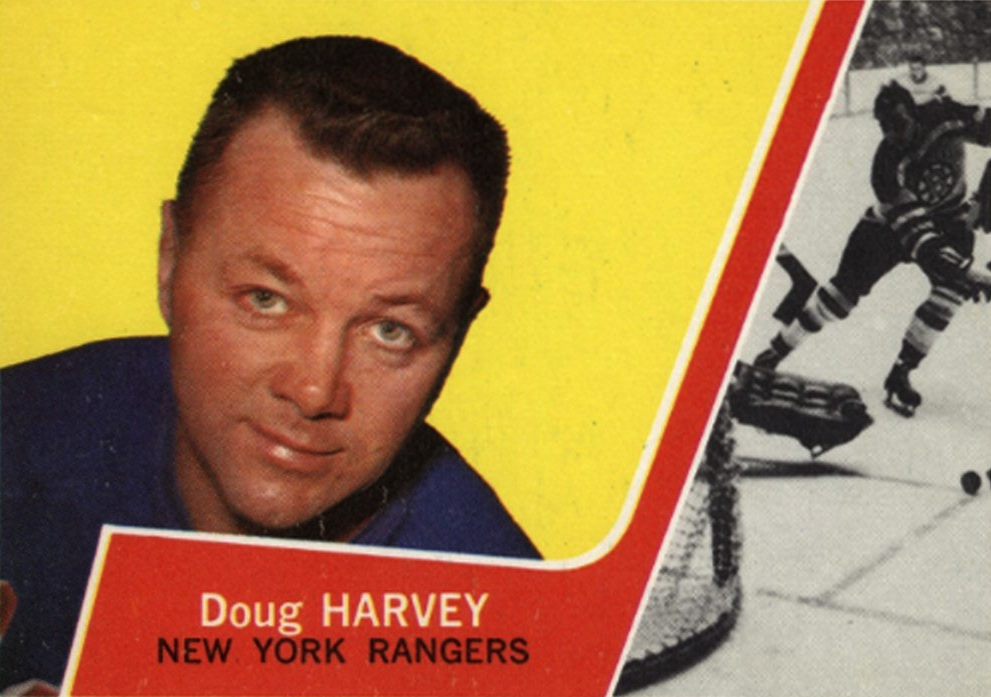
Doug Harvey vann James Norris Memorial Trophy sju gånger.

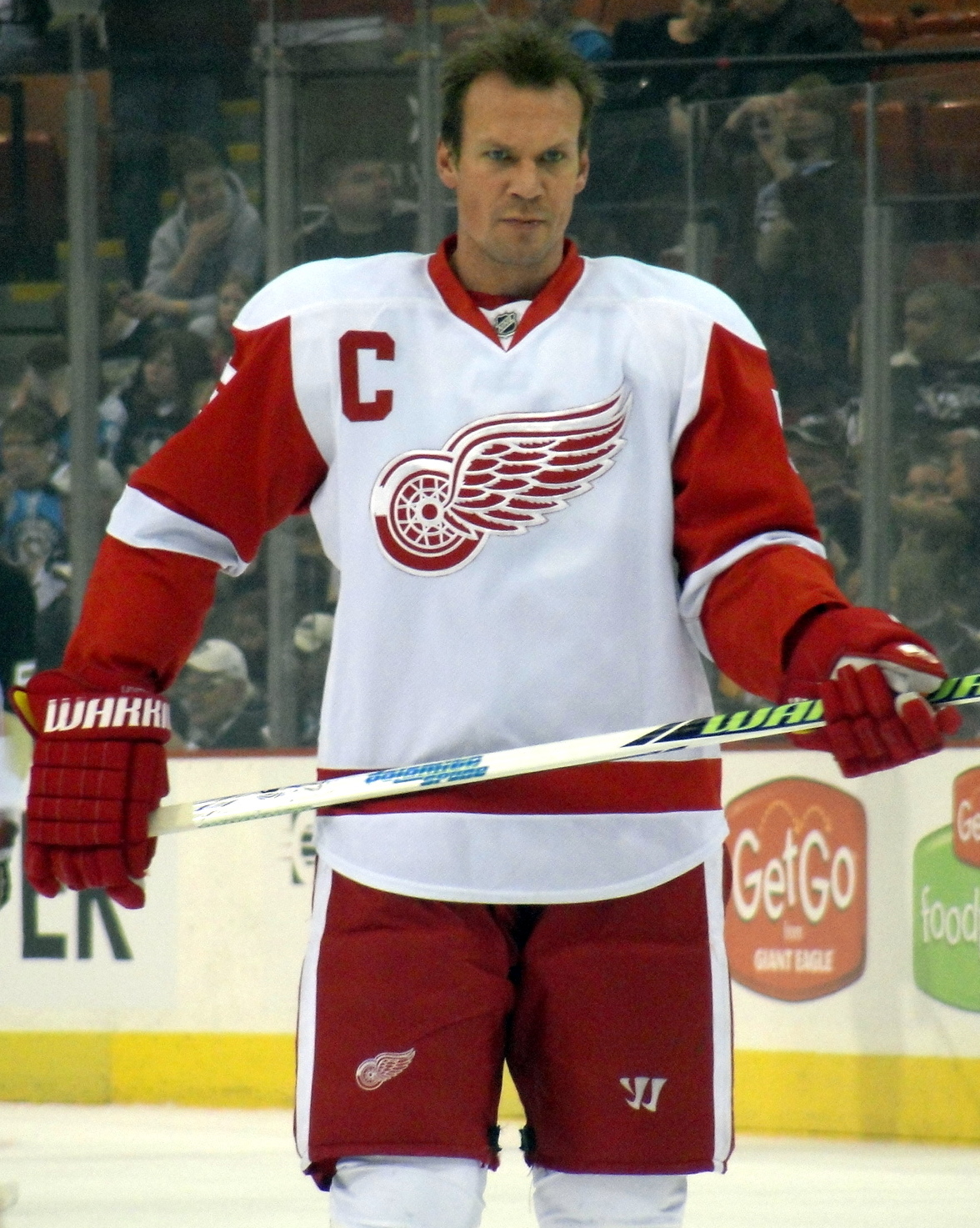
Nicklas Lidström vann James Norris Memorial Trophy sju gånger.

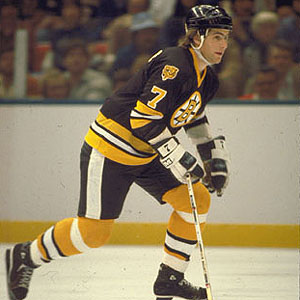
Ray Bourque vann James Norris Memorial Trophy fem gånger.

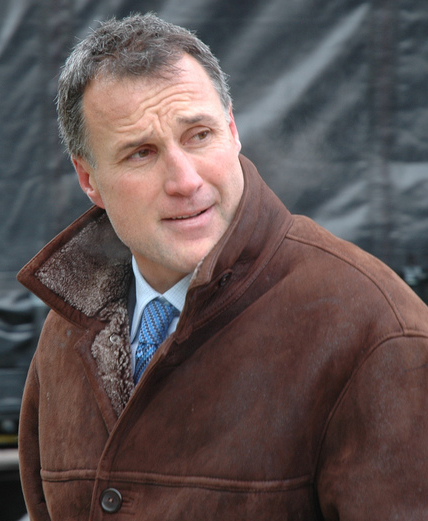
Paul Coffey vann James Norris Memorial Trophy tre gånger.

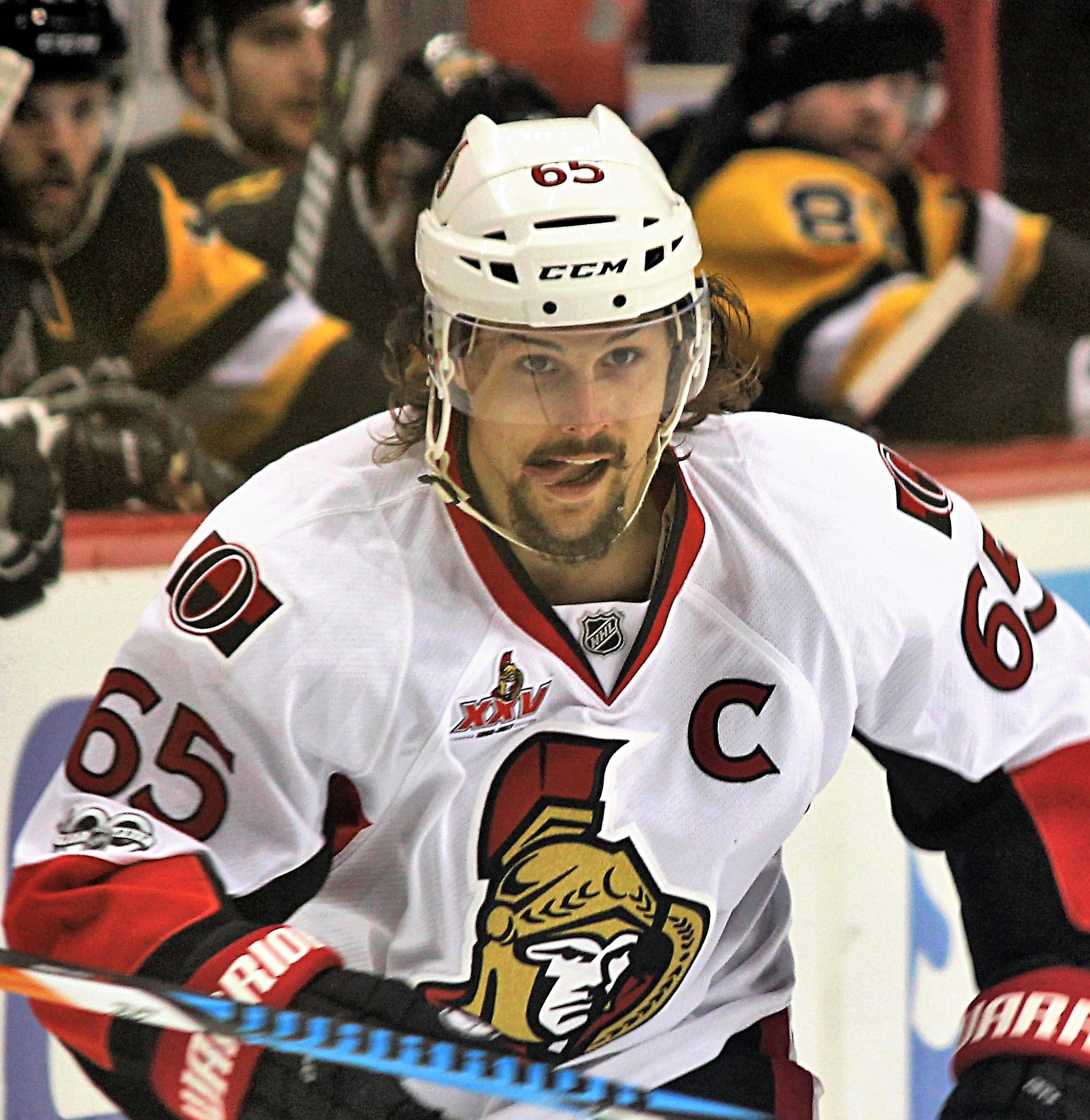
Erik Karlsson är den senaste svensken som har vunnit James Norris Memorial Trophy.

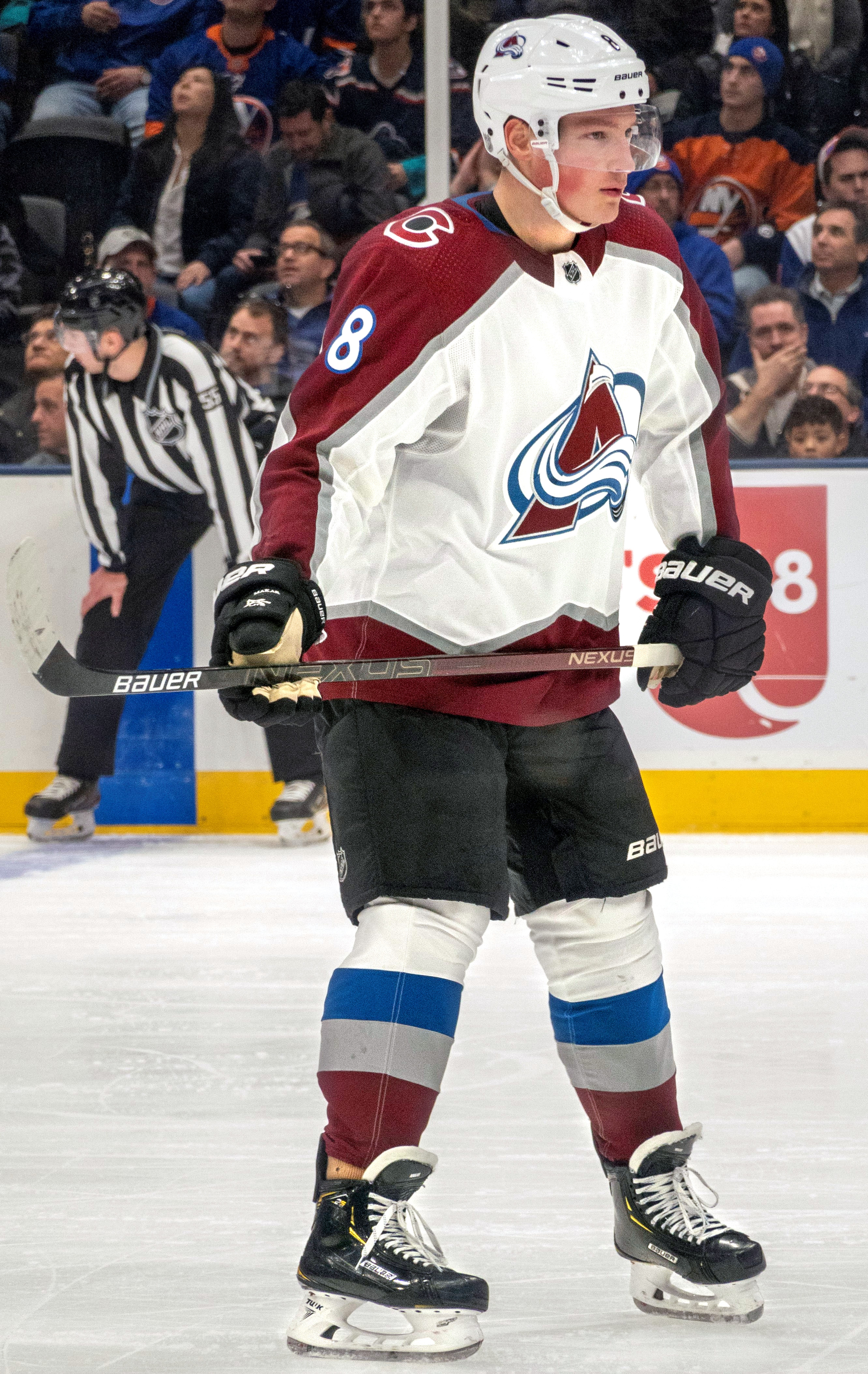
Cale Makar är den senaste spelaren som har vunnit James Norris Memorial Trophy.

Källa: 
| Säsong    | Vinnare                            | Lag                                | Vinster                            |
| --------- | ---------------------------------- | ---------------------------------- | ---------------------------------- |
| 1953–1954 | Red Kelly                          | Detroit Red Wings                  | 1                                  |
| 1954–1955 | Doug Harvey                        | Montreal Canadiens                 | 1                                  |
| 1955–1956 | Doug Harvey                        | Montreal Canadiens                 | 2                                  |
| 1956–1957 | Doug Harvey                        | Montreal Canadiens                 | 3                                  |
| 1957–1958 | Doug Harvey                        | Montreal Canadiens                 | 4                                  |
| 1958–1959 | Tom Johnson                        | Montreal Canadiens                 | 1                                  |
| 1959–1960 | Doug Harvey                        | Montreal Canadiens                 | 5                                  |
| 1960–1961 | Doug Harvey                        | Montreal Canadiens                 | 6                                  |
| 1961–1962 | Doug Harvey                        | New York Rangers                   | 7                                  |
| 1962–1963 | Pierre Pilote                      | Chicago Black Hawks                | 1                                  |
| 1963–1964 | Pierre Pilote                      | Chicago Black Hawks                | 2                                  |
| 1964–1965 | Pierre Pilote                      | Chicago Black Hawks                | 3                                  |
| 1965–1966 | Jacques Laperrière                 | Montreal Canadiens                 | 1                                  |
| 1966–1967 | Harry Howell                       | New York Rangers                   | 1                                  |
| 1967–1968 | Bobby Orr                          | Boston Bruins                      | 1                                  |
| 1968–1969 | Bobby Orr                          | Boston Bruins                      | 2                                  |
| 1969–1970 | Bobby Orr                          | Boston Bruins                      | 3                                  |
| 1970–1971 | Bobby Orr                          | Boston Bruins                      | 4                                  |
| 1971–1972 | Bobby Orr                          | Boston Bruins                      | 5                                  |
| 1972–1973 | Bobby Orr                          | Boston Bruins                      | 6                                  |
| 1973–1974 | Bobby Orr                          | Boston Bruins                      | 7                                  |
| 1974–1975 | Bobby Orr                          | Boston Bruins                      | 8                                  |
| 1975–1976 | Denis Potvin                       | New York Islanders                 | 1                                  |
| 1976–1977 | Larry Robinson                     | Montreal Canadiens                 | 1                                  |
| 1977–1978 | Denis Potvin                       | New York Islanders                 | 2                                  |
| 1978–1979 | Denis Potvin                       | New York Islanders                 | 3                                  |
| 1979–1980 | Larry Robinson                     | Montreal Canadiens                 | 2                                  |
| 1980–1981 | Randy Carlyle                      | Pittsburgh Penguins                | 1                                  |
| 1981–1982 | Doug Wilson                        | Chicago Black Hawks                | 1                                  |
| 1982–1983 | Rod Langway                        | Washington Capitals                | 1                                  |
| 1983–1984 | Rod Langway                        | Washington Capitals                | 2                                  |
| 1984–1985 | Paul Coffey                        | Edmonton Oilers                    | 1                                  |
| 1985–1986 | Paul Coffey                        | Edmonton Oilers                    | 2                                  |
| 1986–1987 | Ray Bourque                        | Boston Bruins                      | 1                                  |
| 1987–1988 | Ray Bourque                        | Boston Bruins                      | 2                                  |
| 1988–1989 | Chris Chelios                      | Montreal Canadiens                 | 1                                  |
| 1989–1990 | Ray Bourque                        | Boston Bruins                      | 3                                  |
| 1990–1991 | Ray Bourque                        | Boston Bruins                      | 4                                  |
| 1991–1992 | Brian Leetch                       | New York Rangers                   | 1                                  |
| 1992–1993 | Chris Chelios                      | Chicago Blackhawks                 | 2                                  |
| 1993–1994 | Ray Bourque                        | Boston Bruins                      | 5                                  |
| 1994–1995 | Paul Coffey                        | Detroit Red Wings                  | 3                                  |
| 1995–1996 | Chris Chelios                      | Chicago Blackhawks                 | 3                                  |
| 1996–1997 | Brian Leetch                       | New York Rangers                   | 2                                  |
| 1997–1998 | Rob Blake                          | Los Angeles Kings                  | 1                                  |
| 1998–1999 | Al MacInnis                        | St. Louis Blues                    | 1                                  |
| 1999–2000 | Chris Pronger                      | St. Louis Blues                    | 1                                  |
| 2000–2001 | Nicklas Lidström                   | Detroit Red Wings                  | 1                                  |
| 2001–2002 | Nicklas Lidström                   | Detroit Red Wings                  | 2                                  |
| 2002–2003 | Nicklas Lidström                   | Detroit Red Wings                  | 3                                  |
| 2003–2004 | Scott Niedermayer                  | New Jersey Devils                  | 1                                  |
| 2004–2005 | Ingen vinnare på grund av lockout. | Ingen vinnare på grund av lockout. | Ingen vinnare på grund av lockout. |
| 2005–2006 | Nicklas Lidström                   | Detroit Red Wings                  | 4                                  |
| 2006–2007 | Nicklas Lidström                   | Detroit Red Wings                  | 5                                  |
| 2007–2008 | Nicklas Lidström                   | Detroit Red Wings                  | 6                                  |
| 2008–2009 | Zdeno Chára                        | Boston Bruins                      | 1                                  |
| 2009–2010 | Duncan Keith                       | Chicago Blackhawks                 | 1                                  |
| 2010–2011 | Nicklas Lidström                   | Detroit Red Wings                  | 7                                  |
| 2011–2012 | Erik Karlsson                      | Ottawa Senators                    | 1                                  |
| 2012–2013 | P.K. Subban                        | Montreal Canadiens                 | 1                                  |
| 2013–2014 | Duncan Keith                       | Chicago Blackhawks                 | 2                                  |
| 2014–2015 | Erik Karlsson                      | Ottawa Senators                    | 2                                  |
| 2015–2016 | Drew Doughty                       | Los Angeles Kings                  | 1                                  |
| 2016–2017 | Brent Burns                        | San Jose Sharks                    | 1                                  |
| 2017–2018 | Victor Hedman                      | Tampa Bay Lightning                | 1                                  |
| 2018–2019 | Mark Giordano                      | Calgary Flames                     | 1                                  |
| 2019–2020 | Roman Josi                         | Nashville Predators                | 1                                  |
| 2020–2021 | Adam Fox                           | New York Rangers                   | 1                                  |
| 2021–2022 | Cale Makar                         | Colorado Avalanche                 | 1                                  |
| 2022–2023 | Erik Karlsson                      | San Jose Sharks                    | 3                                  |
| 2023–2024 | Quinn Hughes                       | Vancouver Canucks                  | 1                                  |
| 2024–2025 | Cale Makar                         | Colorado Avalanche                 | 2                                  |